# 파흐반티아
파흐반티아(학명: Pahvantia hastata 파흐반티아 하스타타[*])는 캄브리아기에 출현한 후르디아과 방사치류이다. 단계통으로 파흐반티아속의 유일한 종이자 모식종이다. 미국 유타주의 휠러 셰일 및 마줌 누층에서 발견되어 기재되었다. 한 때 다량의 강모로 추정되는 것에 기반해 여과 섭식자로 여겨졌으나, 이 구조물은 이후에 체간 요소로 해석되었다.

## 연구사 및 특징
속명 파흐반티아는 유타주 서부에서 살던 파반트에서 유래하였다. 초기에는 알 수 없는 특성을 지닌 절지동물로 기재되었다. 어떤 표본은 이매갑류 절지동물로 해석되어 Proboscicaris agnosta라는 학명으로 기재되었으며, 지금은 후르디아의 머리경판으로 여겨진다.

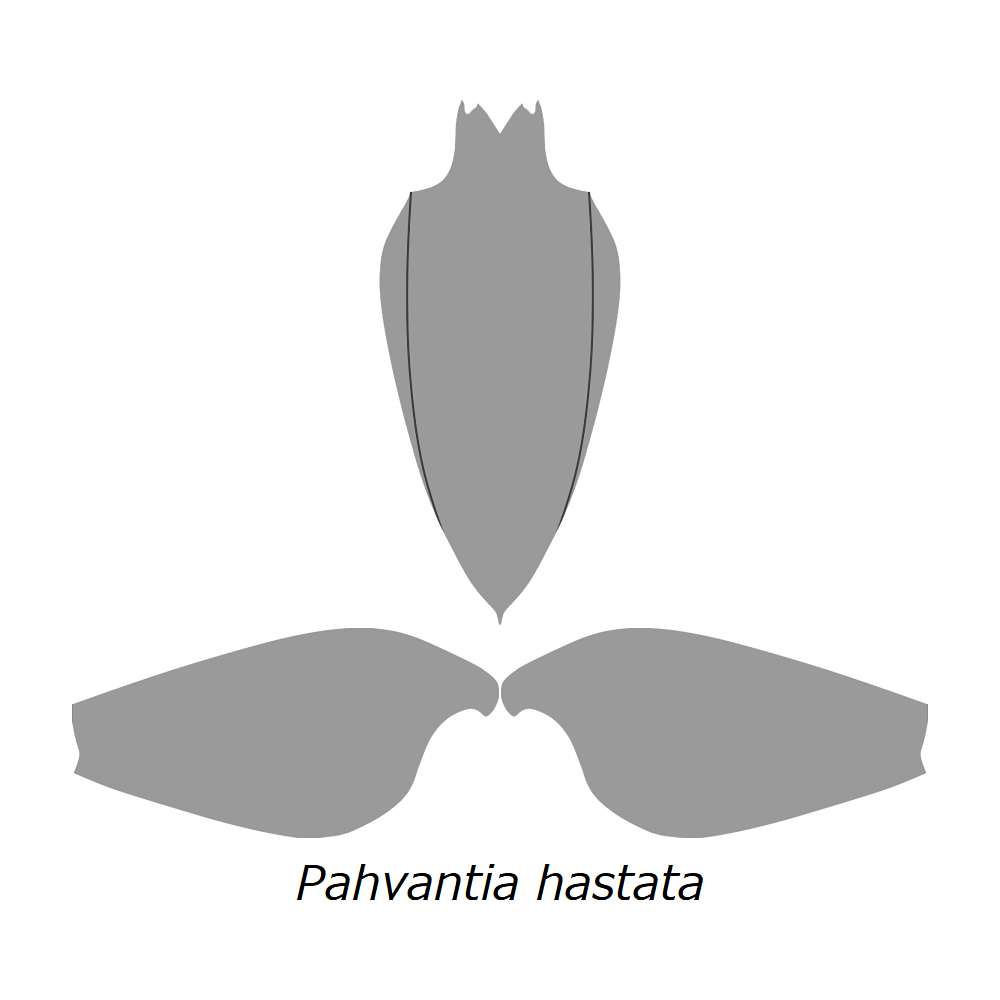
머리경판
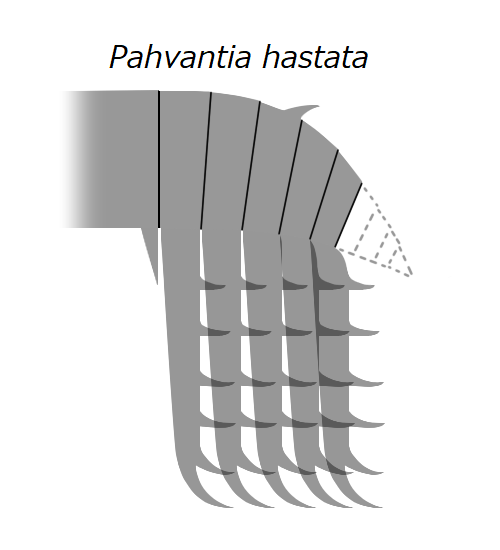
전방 부속지
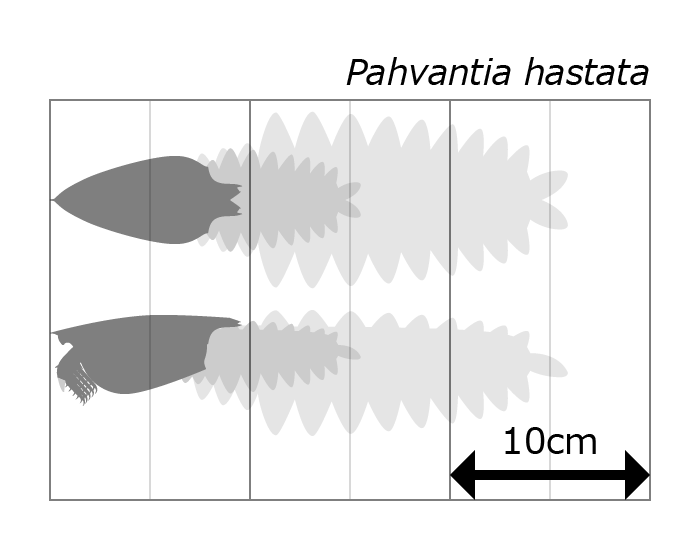
크기 추정도
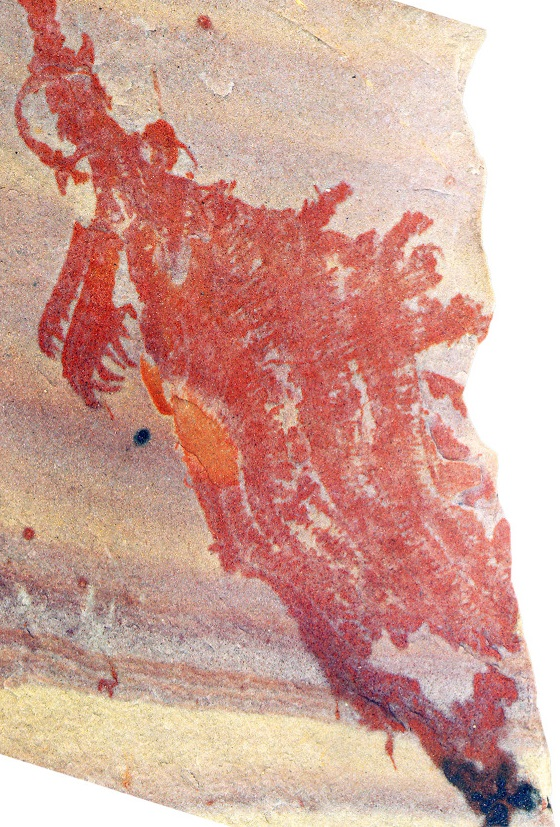
KUMIP 314089
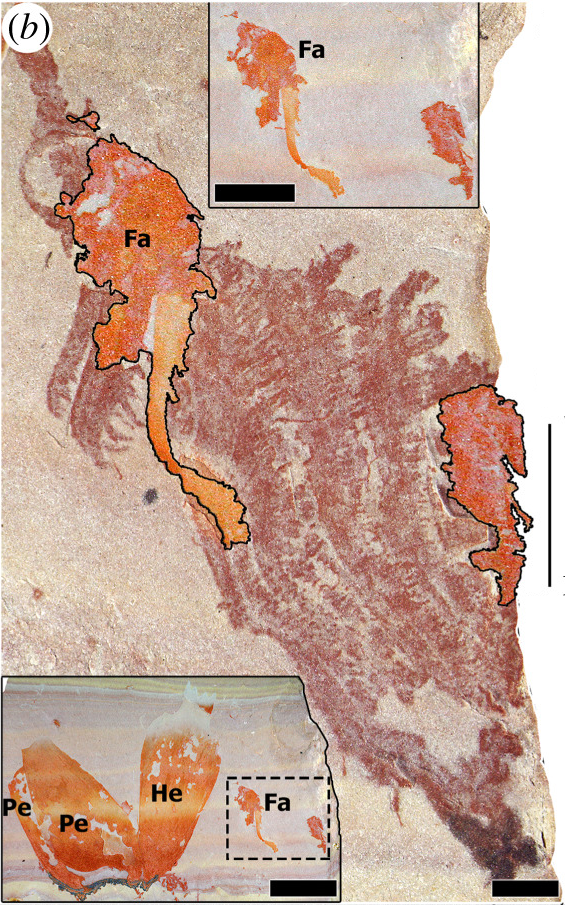
지절로 추정되는 것이 보이는 상대표본과 비교된 KUMIP 314089

파흐반티아는 비교적 크기가 작은 방사치류로 몸길이는 14.4~24cm 사이인 것으로 추정된다. 대부분의 다른 후르디아과와 마찬가지로, 머리 위에 커다란 머리경판이 있으며 길이는 폭보다 두 배 이상 길다. 전방 부속지의 형태는 후르디아의 것과 매우 닮았으나 경판의 모양은 파르반티아가 다른 속이라고 여겨질 정도로 충분히 다르게 생겼다.

### 전방 부속지에 대한 해석

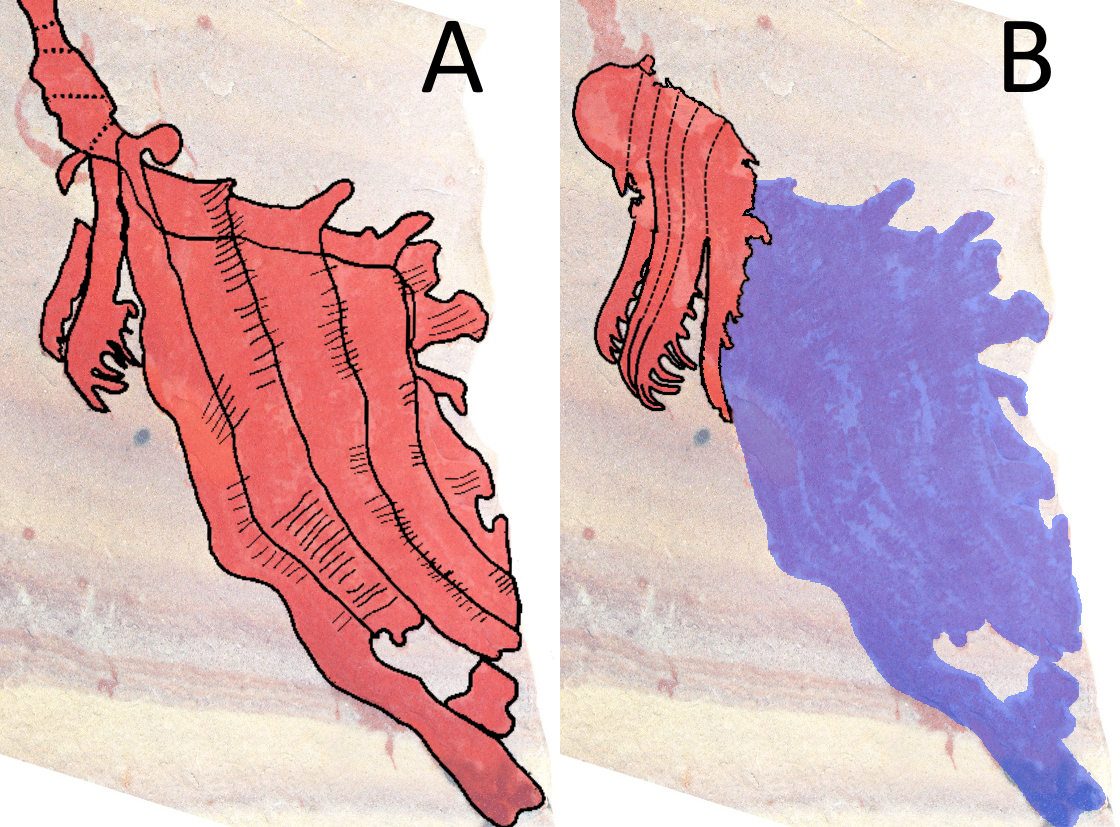
KUMIP 314089 표본의 각자 해석에 따라 여과 섭식성 전방 부속지 (A), 또는 그보다 더 짧은 전방 부속지 및 아가미깃 등의 체간 요소(B)가 담긴 것으로 볼 수 있다.

Lerosey-Aubril & Pates (2018)는 KUMIP 314819 화석 표본을 이후 강모로 잠정 해석되는 복수의 길다란 털 구조물이 달린 전방 부속지로 여겼다. 전방 부속지에는 두 종류의 내돌기가 달리는데, 폭이 저마다 다른 강건한 판 모양의 구조물이 달린 두 개의 가까이 붙은 짧은 내돌기와 전면부에 수많은 강모가 붙어있는, 전자보다 두 세 배는 넓고 세배 정도 길며 짝이 없는 5개의 내돌기로 이루어진다. 그러나, Moysiuk and Caron (2019)은 구조의 유연성에 대한 부자연스러운 화석 보존, Lerosey-Aubril & Pates (2018)가 해석한 지절과 내돌기 사이의 차이가 없는 점, 여타 후르디아과에 비해 전방 부속지가 너무 큰 점 등의 이유로 이 해석에 의문을 제기한다. 전방 부속지의 전체 형태는 여러 개의 층 띠를 보이며, 이는 아마도 따로 분리된 내돌기에 해당할 것으로 여겨졌다. 보존 상태 때문에, 연구진들은 전방 부속지의 형태가 불특정한 것으로 여겼다. 2021년에, Moysiuk & Caron은 티타노코리스의 기재와 함께 파흐반티아의 형태를 재해석했다. 연구진은 KUMIP 314819 표본의 일부와 상대표본을 비교해, 실제 표본이 후르디아의 것처럼 생긴 전방부속지인 것을 밝혀냈다. "two proximal short endites with different widths" Lerosey-Aubril & Pates (2018)가 해석한 ‘각기 폭이 다른 두 개의 짧은 근워부 내돌기’에서 실제로 한 개의 내돌기와 세 개의 겹쳐진 다른 내돌기들이 보인다. 다른 ‘수많은 강모가 붙어있는 다섯 개의 내돌기’의 경우 체간마디에 있는 아가미깃과 많이 비슷하다.

## 고생태
파흐반티아는 처음에 수주에서 작은 크기의 먹이 입자들을 잡아채는 데 전방 부속지의 수많은 센털들을 이용하는 아이기로카시스 및 타미시오카리스와 함께 여과 섭식성 방사치류의 한 사례를 방증하는 것으로 여겨졌다. 그러나, 이후 전방 부속지의 형태가 재해석된 이후로, 파흐반티아는 사실 후르디아와 닮은 전방 부속지의 형태에 따라 더 큰 살아있는 먹이나 퇴적물에 묻혀있는 먹이를 잡아먹는 저영성 생활을 영위하였을 것으로 여겨진다.